# Ragnar Kamp
Ragnar Kamp (ur. 9 kwietnia 1953) – amerykański curler, z pochodzenia Szwed, grał również w Kanadzie. Syn Axla i Gertrud.
Kamp jako zawodnik Härnösands Curlingklubb trzykrotnie zdobywał tytuł mistrza Szwecji co umożliwiło mu występy na turniejach międzynarodowych. W 1975 drużyna jego ojca, na Mistrzostwach Świata, gdzie Ragnar grał na pozycji 4. zajęła 4. miejsce. Wiosną 1977 jako kapitan drużyny zdobył złoty medal MŚ, po kilku miesiącach wywalczył również tytuł mistrza Europy. 
Reprezentował również Szwecję na MŚ 1980, gdzie zajął 4. miejsce.
Później wyemigrował do Kanady, osiedlił się w Nowej Szkocji. Brał udział w mistrzostwach prowincji, które jako skip wygrał w 1984 i 1989. Na pierwszym występie w the Brier z bilansem 4-7 zajął 6. miejsce. W swoich  drugich mistrzostwach Kanady wygrał 7 a przegrał 4 mecze plasując się na 6. pozycji. Reprezentował kluby z New Glasgow i Truro. Kamp później ponownie zmienił obywatelstwo, tym razem na amerykańskie. Od 2000 w mistrzostwach kraju startował 5 razy, w 2002 i 2003 odpadał w ćwierćfinale.

## Drużyna
|           | Czwarty     | Trzeci         | Drugi               | Otwierający         |
| --------- | ----------- | -------------- | ------------------- | ------------------- |
| 2003/2004 | Ragnar Kamp | Tom O’Connor   | Dayton Neill        | Fred Leichter       |
| 1988/1989 | Ragnar Kamp | Bruce Lohnes   | Rod McCarron        | Peter Neily         |
| 1983/1984 | Ragnar Kamp | Vic Langille   | Rod McCarron        | Haylett Clarke      |
| 1979/1980 | Ragnar Kamp | Håkan Ståhlbro | Thomas Håkansson    | Lars Lindgren       |
| 1977/1978 | Ragnar Kamp | Björn Rudström | Håkan Rudström      | Christer Mårtensson |
| 1976/1977 | Ragnar Kamp | Håkan Rudström | Björn Rudström      | Christer Mårtensson |
| 1974/1975 | Ragnar Kamp | Björn Rudström | Christer Mårtensson | Axel Kamp (skip)    |